# Acanthina spirata
Acanthina spirata, common name the "angular unicorn", là một loài ốc biển săn mồi cỡ nhỏ that occurs ở Tây Coast hoặc Thái Bình Dương bờ biển của Bắc Mỹ.
This species is known to have been exploited by some Native Americans such as the Chumash của miền trung California approximately 1000 to 1200 AD.